# Wilhelm Kaufmann (Maler, 1895)
Wilhelm Kaufmann (* 25. Mai 1895 in Wien, Österreich; † 14. Februar 1975 ebenda) war ein österreichischer Maler aus dem Umfeld Oskar Kokoschkas und Mitglied des Hagenbundes. Seine Schwerpunkte waren Landschaft, Akt, Porträt, Stillleben, Blumen und Sport.

## Lebenslauf
Wilhelm Kaufmann wurde am 25. Mai 1895 als achter Sohn von Anton Kaufmann und Katharina Kaufmann (geb. Eigl) in Wien geboren, wo er von 1905–1909 das Realgymnasium in Wien-Ottakring besuchte. Da er während des Unterrichts seine Lehrer und Mitschüler porträtierte, förderte auf Anraten des Schuldirektors der Vater die künstlerische Ausbildung seines Sohnes. 1910 besuchte er die Malschule zu St. Anna in Wien. Nach nur einem Jahr, im Alter von 16, wurde er nach Absolvierung einer Aufnahmeprüfung als jüngster Bewerber in die Kaiserlich Königliche Akademie der bildenden Künste aufgenommen, wo er von 1911 bis 1914 an einer Ausbildung unter Rudolf Bacher teilnahm.
Im Ersten Weltkrieg verbrachte Wilhelm Kaufmann drei Jahre (1915–1918) an der russisch-albanischen Front, wo er mit dem Goldenen Verdienstkreuz ausgezeichnet wurde. Danach arbeitete er als freischaffender Maler beteiligte sich an der ersten Kunstausstellung nach dem Ersten Weltkrieg im Glashaus des Wiener Burggartens sowie an Ausstellungen der Wiener Sezession. 1920 heiratete er Emilie Kovarik, die noch im gleichen Jahr einen Sohn bekam. Künstlerisch war Wilhelm Kaufmann weiterhin sehr aktiv, wurde von 1920 bis 1935 Mitglied des Sonderbundes Österreichischer Künstler (Faistauergruppe gemeinsam mit Oskar Kokoschka, Anton Faistauer, Anton Kolig, Herbert Boeckl u. a.) sowie Mitglied der Kunstgemeinschaft Wien. Ab 1927 war er Mitglied des Wiener Hagenbundes und beteiligte sich an den Ausstellungen des Künstlerbundes Hagen. In den Jahren 1938–1945 wurde ein Berufsverbot über ihn verhängt und er war als Hilfsarbeiter in die Zahnradfabrik Kienast zwangsvermittelt.
Ab 1945 bis 1956 wurde er Leiter der Sektion Malerei in der Berufsvereinigung der bildenden Künste und beteiligt sich 1946 an der Antifaschistischen Ausstellung „Niemals vergessen“ im Künstlerhaus Wien. Im gleichen Jahr wurde er Mitglied der Wiener Sezession. 1947 wurde ihm der staatliche Ehrenpreis für Malerei anlässlich der ersten großen österreichischen Ausstellung der Berufsvereinigung der bildenden Künstler Österreichs verliehen.
Im Auftrag des Staates porträtierte er 1948 Bundespräsidenten Karl Renner und erhielt von der Gemeinde Wien den Auftrag für zwei Porträts der Olympiasiegerin im Speerwurf Herma Bauma. Die Österreichische Galerie erwarb von ihm ein Blumenstillleben. Außerdem stellte er in London in der Art Exhibition, Victoria and Albert Museum aus. 1949 folgte die Verleihung des Titels Professor durch den Bundespräsidenten, sowie eine internationale Ausstellung von Sportbildern im Rahmen der Olympiade. Auch das Schwedische Königshaus erwarb anlässlich einer Ausstellung in Stockholm eines seiner Blumenstillleben (1950).
Ab diesem Jahr ist er Mitglied der Gesellschaft Bildender Künstler Wiens im Künstlerhaus, wo er ebenfalls ausstellte.
Weitere Ehrungen folgten: so z. B. 1953 das Anerkennungsdiplom für Malerei und Grafik anlässlich der Olympischen Spiele in Helsinki, die Goldene Ehrenmedaille des Wiener Künstlerhauses anlässlich der Hundertjahrfeier des Künstlerhauses durch die Gesellschaft Bildender Künstler (1961) sowie die Verleihung „Goldener Lorbeer“ des Wiener Künstlerhauses (1965). 1967 starb seine Frau Emilie. Am 14. Februar 1975 erlag Wilhelm Kaufmann in Wien den Folgen einer Grippepneumonie. Er wurde am Ottakringer Friedhof bestattet.

## Charakterisierung
Wilhelm Kaufmann zählt in seiner Hauptschaffenszeit zum Kreis der Farbdynamiker. Dynamik erzeugt Kaufmann durch das bewusste Setzen kurzer Pinselstriche, die er spontan und impulsiv auf die Leinwand setzt und seinen Bildern Bewegung verleiht.
In seinen früheren Werken ist die akademische Maltradition noch deutlich erkennbar. Es werden sanftere, gedämpfte Farben verwendet, der Pinselstrich ist noch nicht so bewegt. Verstärkt löst sich Kaufmann von der traditionellen zugunsten einer expressiven ausdrucksstarken Malweise. Insbesondere nach dem Zweiten Weltkrieg entwickelt und festigt Kaufmann seinen dynamischen Strich. Seine bessere Lebenssituation macht sich auch in einer freieren Pinselführung bemerkbar. Nach 1945 tritt die Farbe in gesteigertem Maße auf und ihre expressive Wirkung wird genutzt. Bevorzugt malt er in der freien Natur. Im Zuge zahlreicher Exkursionen nach Italien, Frankreich und Kroatien schafft Kaufmann in glühender Farbenpracht geschilderte Ansichten des Südens.
Die Bekanntschaft mit Viktor Matejka, dem damaligen Wiener Kulturstadtrat, verstärkt Kaufmanns Interesse, sich mit dem Thema Sport auseinanderzusetzen. Anlässlich der Olympischen Sommerspiele in London im Jahr 1948 erteilt ihm die Gemeinde Wien den Auftrag zwei Porträts der Olympiasiegerin im Speerwurf, Herma Bauma, anzufertigen.
Ab 1948 beginnt Kaufmann Szenen aus der Welt des Sports auf der Leinwand festzuhalten. Stabhochsprung, Fußball, Radfahren, Boxen – es ist das dynamische Moment und der Augenblick der Bewegung, die den Künstler faszinieren. Quasifotografische Momentaufnahmen entstehen, deren Dramatik besonders durch die Wahl eines schmalen Bildausschnittes erhöht werden.
Kaufmann selbst war als Sportler im Eisschnelllauf und Tischtennis aktiv und erfolgreich.
Eine weitere wichtige Themengruppe, sind Bilder mit Alltagsszenen. Ob in einem Park oder in einem Kaffeehaus, Kaufmann zeigt wenig Details. Seine Werke vermitteln dennoch ein Gefühl der Nähe, Wärme und Geborgenheit.

## Werke (Auswahl)
- Rom, Kolosseum, Gouache auf Papier, 49,8 × 69,9 cm im Albertina Wien
- Blumenstück, Öl auf Holz, 80 × 69 cm, im Belvedere Wien
- Porträt „Dr. Karl Renner“, Bundespräsident von 1945–1950, Kniestück sitzend, Öl auf Leinwand, 180 × 115 cm, 1948 und Papierarbeiten „Die Zerstörung Wiens im 2. Weltkrieg“, im  Heeresgeschichtlichen Museum, Wien

Wien Museum
- Porträt „Dr. Ernst Stransky“, Öl auf Leinwand, 100 × 80 cm, 1947
- Porträt „Dr. Friedrich Funder“, Öl auf Leinwand, 100 × 80 cm
- Porträt „Herma Bauma“, Öl auf Leinwand, 101 × 80 cm, 1948
- Porträt „Viktor Matejka“, Öl auf Leinwand, 100 × 80 cm, 1949
- Porträt „Hans Pfitzner“, Kreide auf Papier, 61,5 × 48,5 cm, 1949
- Waldweg, Tempera auf Papier, 70,5 × 56 cm, 1947
- Blick auf den Kahlenberg, 14 × 20 cm
- Am Donaukanal, Tempera auf Papier, 50 × 64 cm

Stadt Wien, Kulturabteilung
- Bau der Marienbrücke, Öl auf Leinwand, 72 × 94 cm, 1953
- Blick auf Steinhof, Öl / Spanplatte, 52,5 × 63,3 cm, 1953
- Landschaft Nevers, Öl / Leinwand, 50 × 65 cm, 1955
- Winterhafen, Öl / Holz, 40 × 50 cm, 1956
- Porträt „Dr. Karl Renner“, Bundespräsident von 1945 bis 1950, Öl auf Leinwand, 136 × 98 cm, 1948
- Akt, Aquarell / Papier, 57 × 37 cm, 1955
- Nordwestbahnbrücke, Tempera / Papier, 50 × 66 cm, 1956
- Mali Losin, Tempera / Papier, 1958

Niederösterreichisches Landesmuseum, St. Pölten
15 Niederösterreich-Ansichten